# Вознесенская церковь (Избище)
Вознесе́нская це́рковь — православный храм в селе Избище Семилукского района Воронежской области.
Первую деревянную церковь на этом месте построили в 1670 году, она не была посвящена Вознесению Господню. С 1758 по 1790 годы взамен старой церкви строилась большая каменная церковь с тремя престолами. Главный престол освящен в 1790 году в честь Вознесения Господня. Вмещал новый храм более тысячи человек. Храм имел семь больших колоколов. В конце XIX века для храма отлиты три колокола; самый большой из них назывался «Самсон» и весил он 375 пудов (около 6 тонн). Звон такого «Самсона» был слышен за 25 километров. Тогда же установилась традиция — в Пасхальную ночь первым благовествовал «Самсон», а затем ударяли колокола окрестных церквей.
После революции 1917 года службы в храме были запрещены, а в 1938 году церковь была закрыта, в ней устроили зернохранилище, а колокола сняли. Во время Великой Отечественной войны 1941—1945 годов богослужения в храме возобновились (в период оккупации села подразделением немецкой армии). При отступлении немцы взорвали церковь, а районные власти распорядились уничтожить оставшуюся 45-метровую колокольню, но председатель сельского совета не исполнил решение и позволил местному священнику отцу Павлу нанять рабочих для ремонта.
В 1995 году церковь отнесена к объектам исторического и культурного наследия областного значения.

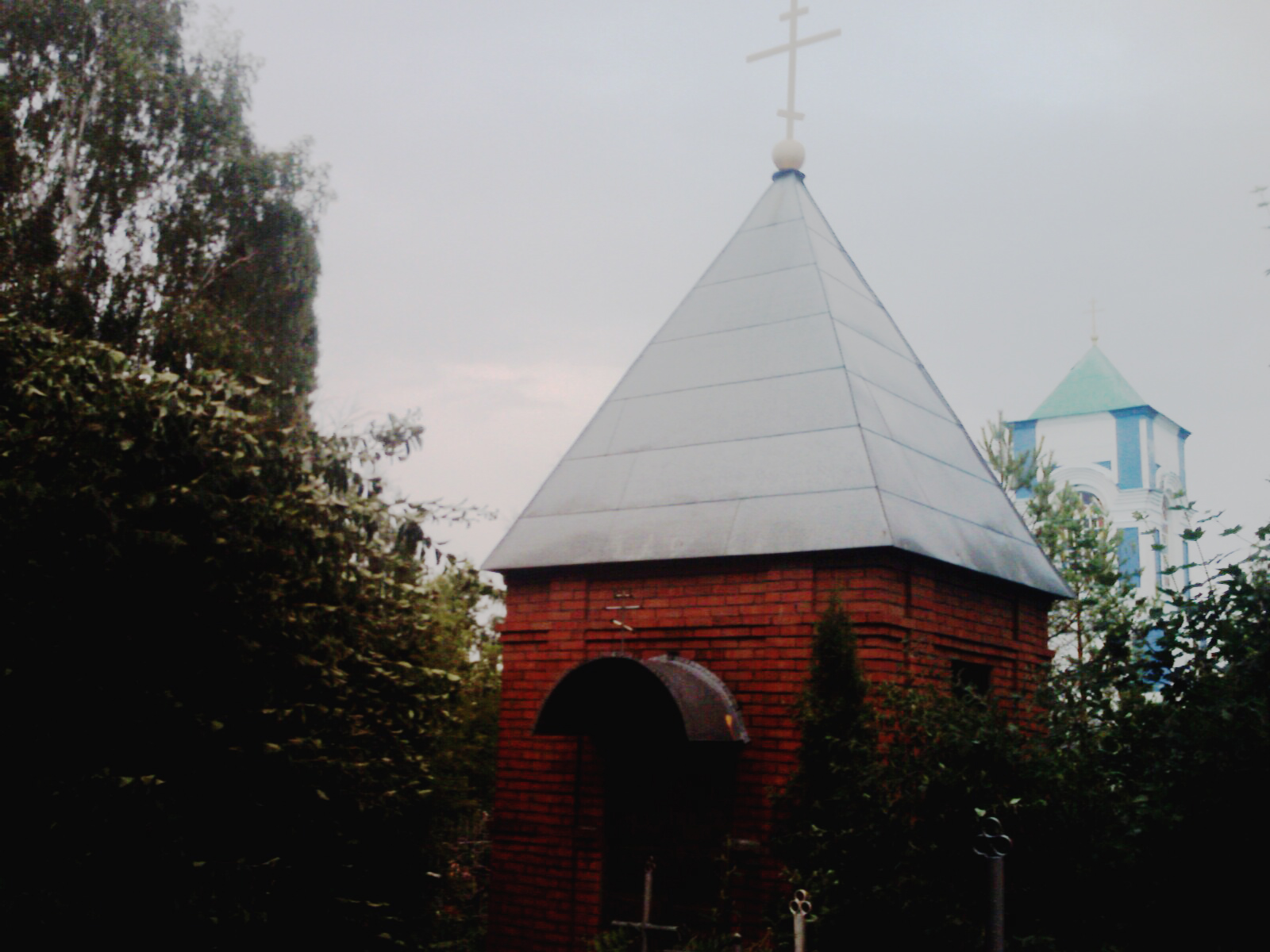
Часовня старца Сергия
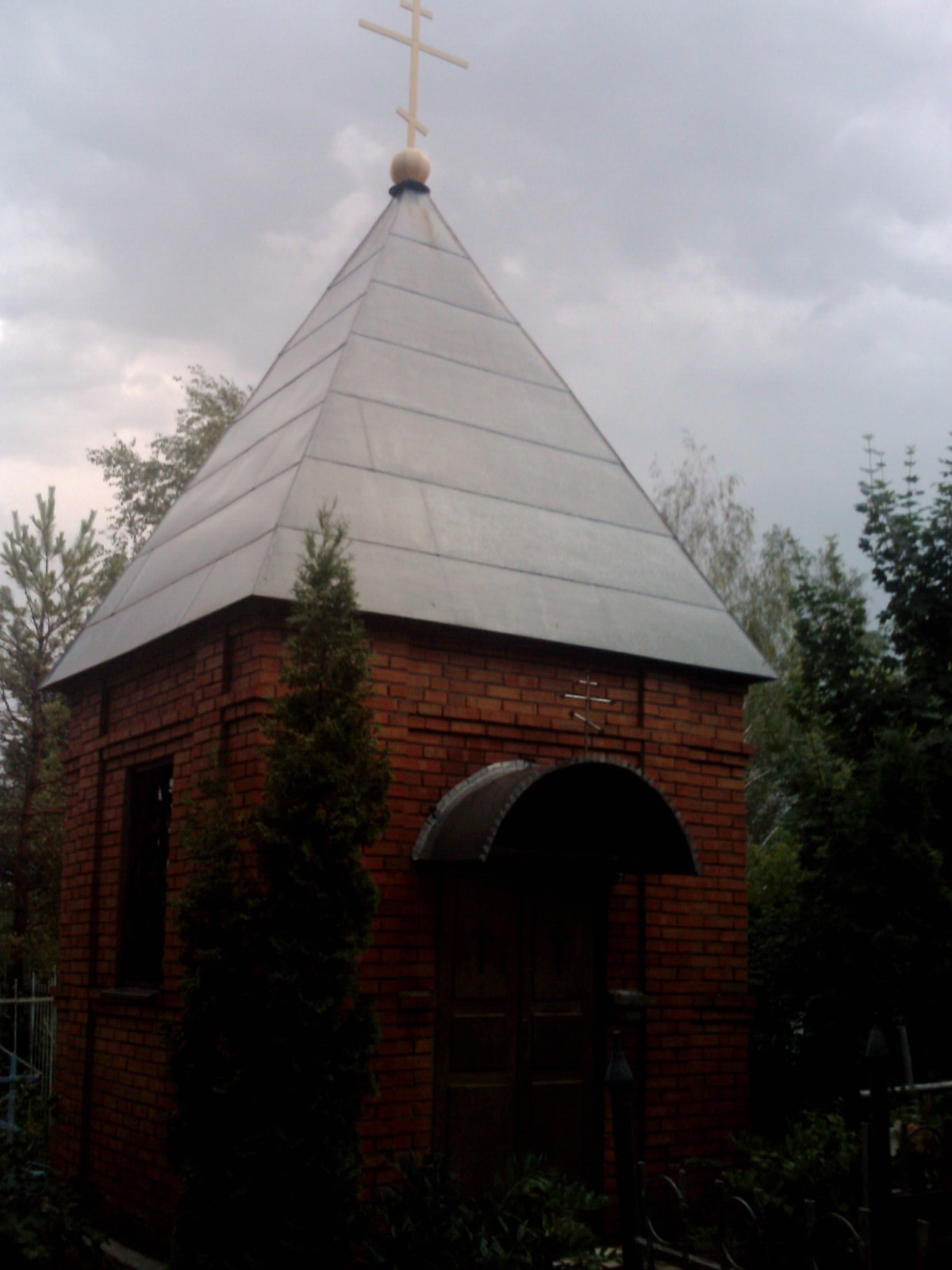
Часовня старца Сергия
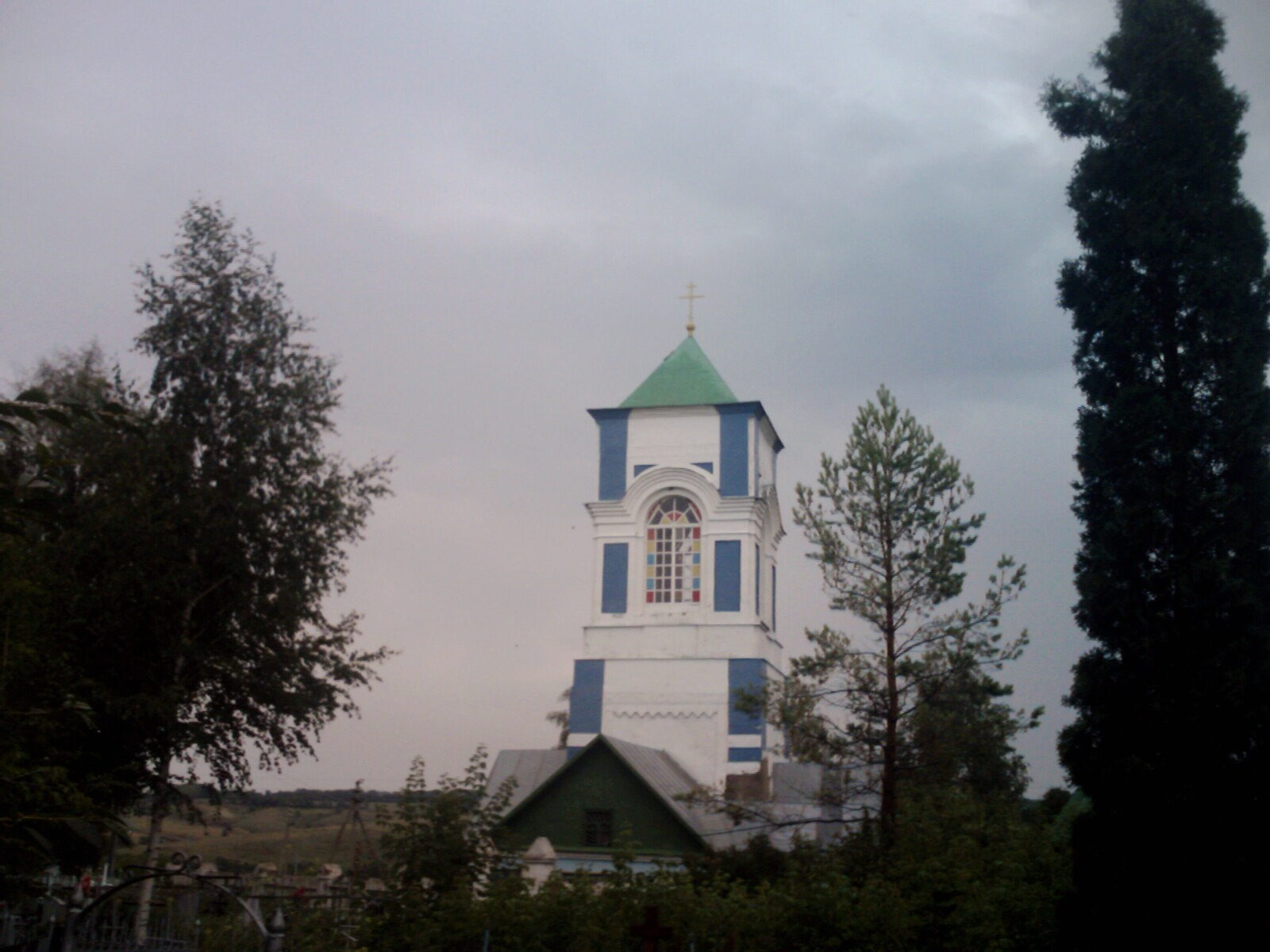
Вид на храм с кладбища
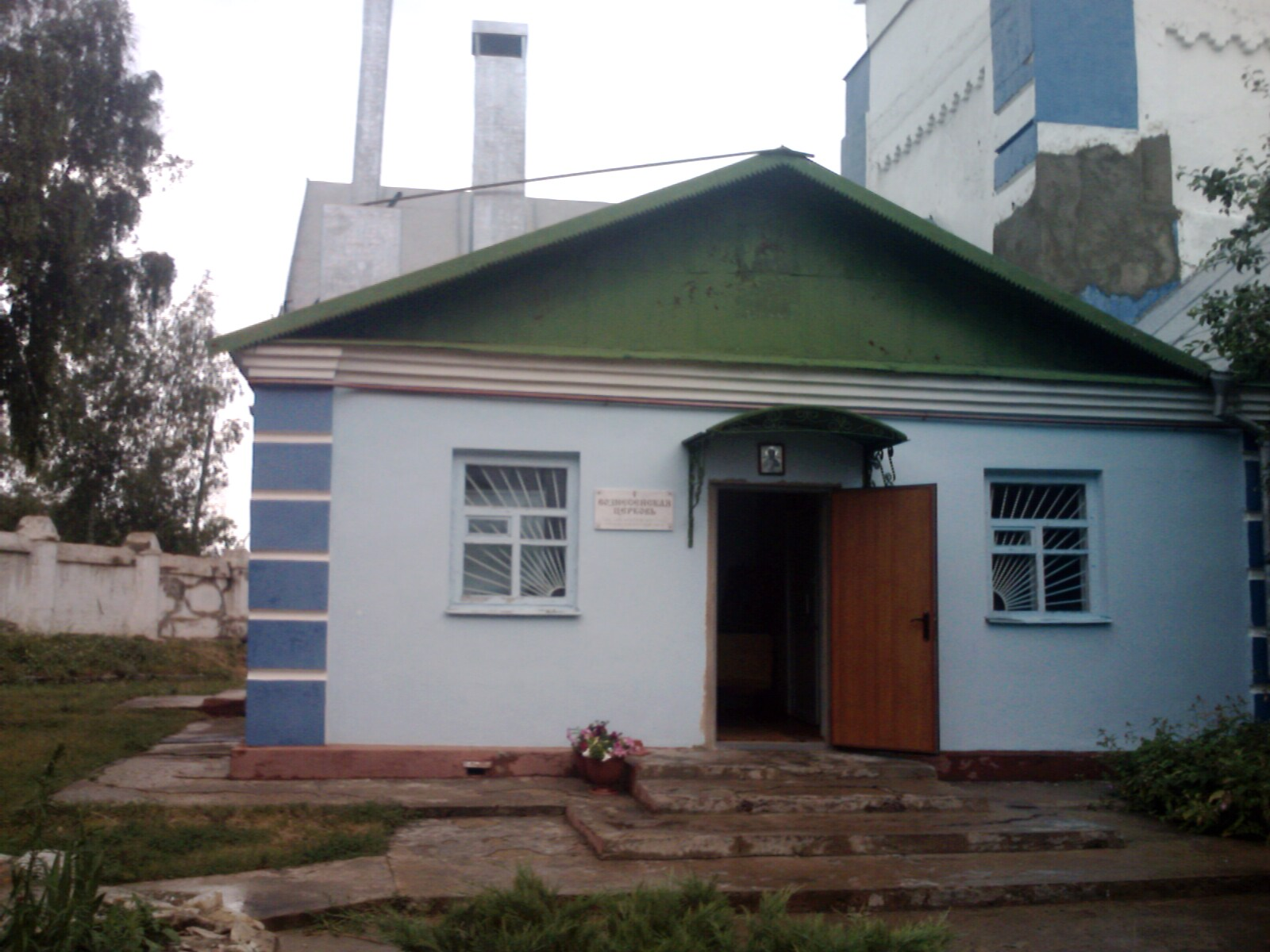
Вход в церковь